# Cnemisus kaznakovi
Cnemisus kaznakovi är en skalbaggsart som beskrevs av Semenov 1903. Cnemisus kaznakovi ingår i släktet Cnemisus och familjen Aphodiidae. Inga underarter finns listade i Catalogue of Life.